# Esra Eron
Esra Eron (İzmir, 1980) is een Turks model, presentatrice en actrice. In 2002 werd zij derde bij de Miss Turkey-verkiezingen. In datzelfde jaar werd zij eveneens derde tijdens de Miss Europe-verkiezingen.
De talen die ze naast Turks kan spreken, zijn Engels en Frans. 
Eron is 1,78 meter lang en weegt 56 kilo. Haar maten zijn 89-61-93.